# William Parker Foulke
William Parker Foulke (Filadelfia, 1816-1865) descubrió el primer esqueleto completo de dinosaurio en América del Norte (Hadrosaurus foulkii, que significa "gran lagarto de Foulke"), fue descubierto en Haddonfield, Nueva Jersey en 1858.
Era descendiente de los cuáqueros galeses que habían emigrado en 1698. Fue un abolicionista, reformador del sistema penitenciario, panfletista, filántropo, abogado, historiador y geólogo, lo último le llevó directamente al descubrimiento de los restos del dinosaurio.
Se asoció con la Asociación americana para la mejora de la disciplina penitenciaria y la convención de guardas estatales (American Association for Improvement of Prison Discipline and the Convention of State Prison Wardens).
También apoyó a la Sociedad de Colonización de Pensilvania, una organización antiesclavitud que reubicó hasta 1000 esclavos libres en África Occidental (Liberia). A pesar de la oposición creciente desde diferentes bandos, Foulke nunca abandonó su apoyo para el reasentamiento hasta su propia muerte en 1865, momento en que fue vicepresidente de la Sociedad.